# Овче поље
Овче поље (мкд. Овче Поле) је котлина и област у средишњем делу Северне Македоније у чијем саставу се налазе општине Свети Никола и Лозово. Терен је углавном равничарски са благо уздигнутим областима у средишњем и северном делу. Кроз Овче поље пролази важан и веома фрквентан пут Велес—Штип.
На северу Овчег поља налази се планина Манговица (741 m) а на западу Градиштанска планина (861 m). Између ове две планине се налази превој Караула преко којег пролази магистрални пут Свети Никола—Куманово. Централно и уједно најнасељеније место је град Свети Никола. Котлина Овче поље одликује се топлим летима и умерено хладним зимама, са повремено екстремно ниским и високим температурама.
Овче поље је у вези са Скопским пољем, Тиквешом, Лакавицом и Кочанским пољем, и с њима чини веома стару депресију у Повардарју. Између ових котлина, а изнад долина Вардара, Пчиње и Брегалнице, које га окружују, Овче поље се издиже као велика, отворена и ниска висораван, са котлинастом ниском депресијом у средњем дијелу. Стога је Овче поље скоро у свим правцима скроз проходно.
Главна ријека Овчег поља је Азмак или Светониколска река.

## Историја
Звало се у српским старим споменицима такође: Овчепољска земља, Овчепољска страна, Овчепољска област. Краљ Милутин је по освајању Скопља 1282, одмах заузео и овај крај. Последњи српски господар Овчег поља био је Константин Дејановић.
Српско се становништво од почетка 16. века, и после крајем 17 века, када су Аустријанци и српски устаници били допрели и до Штипа (1689), исељавало са Овча поља на сјевер и запад.
У Краљевини Југославији највећи део Овчег поља чини Овчепољски срез.
Овадашње Србе убројавају у Шопе а Овче поље се рачуна у Шоплук.